# Алегзандрия (Луизиана)
Алегзандрия (англ. Alexandria) —  город и административный центр прихода Рапидс в штате Луизиана в Соединённых Штатах Америки.
Согласно проведённой в 2020 году переписи населения США, население города составляло 47 723 человека; это двенадцатый город штата по числу жителей и главный город Алегзандрийской столичной статистической зоны.

## История
Расположенная вдоль реки Ред-Ривер, Алегзандрия изначально была домом для сообщества, которое поддерживало деятельность соседнего французского торгового форпоста Post du Rapides. Район развивался как собрание торговцев, народа Кэддо и торговцев на сельскохозяйственных землях, граничащих с в основном незаселенными районами на севере и обеспечивающих связь с поселением Накитош, старейшим постоянным поселением в Луизианской покупке.
В непосредственной близости от города выращивают хлопок, сахар, люцерну и садовые овощи.
В 1994 году город был награждён премией «All-America City Award» (с англ. — «Всеамериканский город») присуждаемой Национальной гражданской лигой, которую неофициально называют «Нобелевской премией за конструктивное гражданство» и которая выдается за активную гражданскую позицию жителей некорпоративных сообществ Соединённых Штатов в жизни местного самоуправления.

## География
По данным Бюро переписи населения США, общая площадь города составляет 27,0 кв. миль (69,9 км²), из которых 26,4 кв. миль (68,4 км²) — это суша, а 0,6 кв. (1,5 км²) (2,15 %) — водная поверхность.
Город расположен на южном берегу реки Ред-Ривер почти в точном географическом центре штата Луизиана. Ближайший к Алегзандрии город — Пайнвилл.
Алегзандрия находится на ровной равнине в центре лесов, в которых сосна перемежается с различными лиственными породами. Несколько небольших рукавов реки, таких как Байу-Рапидс, Байу-Роберт и Хайнсон-Байу, извиваются по всему городу.